# Полемус, Гретхен
Гретхен Линн Полемус-Дженсен (в девичестве Полемус; англ. Gretchen Lynn Polhemus-Jensen; род. 12 мая 1965, Форт-Уэрт) — американская модель и фотомодель; победительница конкурса «Мисс США 1989».

## Биография
Родилась в Форт-Уэрте, штат Техас. Работала брокером и риелтором. Её дочь — Бейли Дженсен, стала Мисс Юта 2017.

### Miss Texas USA
Приняла первое участие в конкурсе Мисс Техас как Мисс Бедфорд и получила награду Фотогеничность, в конечном счёте, став Второй Вице Мисс после победительницы Кортни Гиббс.
Победила в конкурсе красоты Мисс Форт-Уэрт, получила право представлять Техас на Мисс США 1989.

### Мисс США 1989
Как представитель родного штата, участвовала в национально конкурсе красоты Мисс США 1989, проходивший в городе Мобил, штат Алабама. Стала 38 победительницей конкурса и последней, пятой представительницей штата Техас, получивший титул в 1980-х годах.
В 1989 году, участница международного конкурса красоты Мисс Вселенная. Стала пятой в полуфинальном интервью, четвёртой в выходе купальных костюмов и восьмой в выходе вечерних платьев. Стала Второй Вице Мисс, уступив представительницам Нидерландам и Швеции.

### После конкурсов красоты
В 1993 году, появилась в фильме («Бонанза: Возвращение» (англ.) на сайте Internet Movie Database), в главной роли Бен Джонсон и Майкл Лэндон мл., и работала как спортивный корреспондент для канала ESPN и для CBS, как корреспондент новостей. Была судьёй в 2003 году на Мисс США, прошедший в Salt Lake City metropolitan area. В разводе. Мать пятерых детей. Её дочь — Бейли стала Мисс Юта 2017.
В настоящее время она соведущая на телеканале KTVX-TV программы "Good Things Utah".